# Neuvy-Sautour
Neuvy-Sautour là một xã của Pháp,tọa lạc ở tỉnh Yonne trong vùng Bourgogne.
Tại đây có lâu đài Sautour bị phá hủy trong cuộc cách mạng. Nhà thờ Saint-Symphorien d'Autun được xây vào thế kỷ 16 và được phục chế trong thế kỷ 19 và 20.

## Biến động dân số
| Năm | 1962 | 1968 | 1975 | 1982 | 1990 | 1999 |
| --- | ---- | ---- | ---- | ---- | ---- | ---- |
| Dân số | 776  | 831  | 947  | 1023 | 959  | 1023 |
| From the year 1962 on: No double counting—residents of multiple communes (e.g. students and military personnel) are counted only once. |      |      |      |      |      |      |